# Antoine Boyellau
 (décembre 2018).
Antoine Boyellau était le gouverneur général de Pondichéry de 1766 à 1767. Il fut précédé et remplacé par Jean Law de Lauriston.